# Ulica Kupa w Krakowie
Ulica Kupa – ulica w Krakowie, w dzielnicy I Stare Miasto, na Kazimierzu.
Łączy ulicę Warszauera z ulicą Józefa. Jest jednojezdniowa.

## Charakterystyka
Ulica Kupa jest drogą gminną o nr 602703K. W systemie TERYT ulica widnieje pod numerem 10411, natomiast kod pocztowy dla wszystkich adresów wzdłuż ulicy Kupa to 31-057.
Na całej swojej długości ulica przebiega przez obszar historycznego Kazimierza, wchodzącego w skład krakowskiej dzielnicy I Stare Miasto. Swój bieg rozpoczyna od skrzyżowania z ulicą Warszauera, skąd prowadzi prostolinijnie w kierunku południowym do skrzyżowania z ulicą Józefa. Południowa część ulicy, pomiędzy ulicami Izaaka i Józefa, objęta jest zakazem ruchu. Numeracja budynków rozpoczyna się od strony północnej.

## Toponimia
Nazwa ulicy pochodzi od znajdującej się na jej północnym krańcu synagogi Kupa. Słowo „kupat” w języku hebrajskim oznacza „skarb, kiesa kahału”. 

## Historia

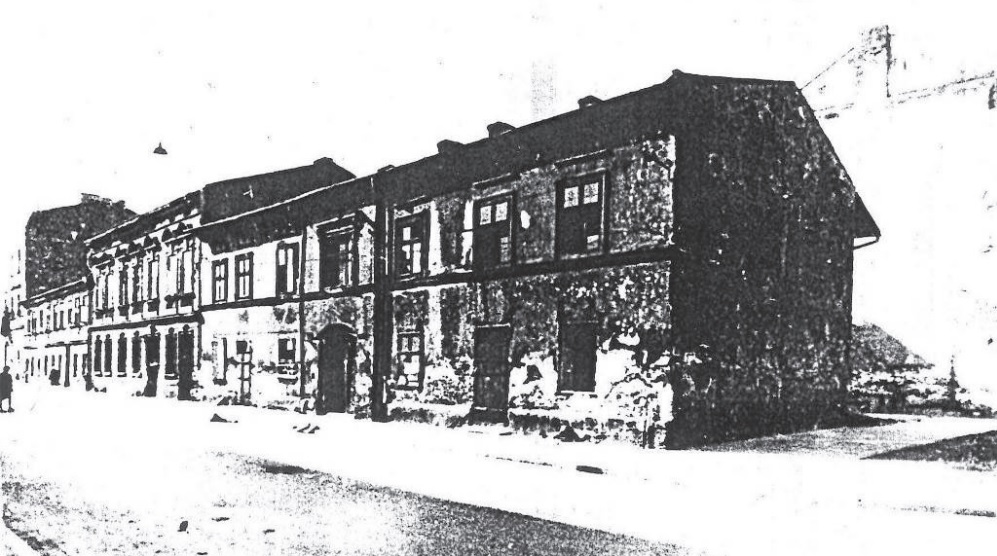
Nieistniejąca obecnie zabudowa przy ulicy Kupa w pierwszych latach po II wojnie światowej

Południowa część ulicy, pomiędzy ulicami Izaaka i Józefa, została wytyczona w 1335 w momencie lokacji miasta Kazimierz na prawie magdeburskim. Po wydzieleniu w 1495 dzielnicy żydowskiej, początkowo znalazła się w chrześcijańskiej części miasta; dopiero w 1608 włączono ją do rozbudowującego się osiedla żydowskiego. W latach 1635–1643 przy północnym murze miejskim wzniesiono synagogę Kupa; przedłużono wówczas ulicę w kierunku północnym, aż do nowej synagogi. W 1644 na rogu z ulicą Izaaka ukończono budowę synagogi Izaaka. W XVIII wieku ulicę nazywano Wielki Plac, a na początku XIX wieku przemianowano ją na ulicę Szeroką. 
W 1800, w wyniku inkorporacji Kazimierza, ulica znalazła się na terenie Krakowa. W połowie XIX wieku władze austriackie przystąpiły do porządkowania chaotycznej zabudowy. W 1850 ulica została uregulowana oraz uzyskała brukowaną nawierzchnię. Nazwę ulica Kupa nosiła wówczas tylko jej północna część; południowa nazywała się ulicą Małą. W 1881 przeniesiono nazwę ulicy Kupa na całą długość drogi. 
W II połowie XIX wieku ulica została zabudowana prostymi, murowanymi, jedno- i dwukondygnacyjnymi kamienicami, należącymi w większości do uboższych Żydów. W 1898 na rogu z ulicą Warszauera wzniesiono trzypiętrową kamienicę czynszową projektu Nachmana Kopalda. Po utworzeniu getta krakowskiego w Podgórzu i przesiedleniu do niego kazimierskich Żydów, zabudowa ulicy została w większej części opuszczona; Polacy zasiedlili tylko nieliczne kamienice o wyższym standardzie. Niszczejące budynki rozebrano w latach 50. i 60. XX wieku. U schyłku PRL okolice ulicy uchodziły za jeden z najbardziej zaniedbanych rejonów Krakowa.
W II połowie lat 80. pojawiły się pierwsze propozycje rewitalizacji ulicy. W 1989 w Miejskim Biurze Projektów wykonano kompleksowy projekt zagospodarowania zachodniej pierzei pomiędzy ulicami Izaaka i Warszauera. Projekt, wykonany w duchu retrowersji, uzyskał akceptację konserwatora zabytków, lecz ostatecznie został porzucony. W kolejnych latach nieruchomości przy ulicy zostały reprywatyzowane, a nowi, prywatni właściciele przystąpili do indywidualnych inwestycji. Przed 2000 oddano do użytku trzy budynki w pierzei zachodniej pod numerami: 1, 3 i 5. W latach 2005–2009 we wschodniej pierzei wybudowano dwa budynki mieszkalno-usługowe pod numerami: 6 i 12, zaprojektowane przez spółkę GD&K Consulting; drugi z budynków został szeroko skrytykowany za ahistoryczną formę i zbyt duże gabaryty, przytłaczające sąsiednią synagogę Izaaka. W 2018 wzniesiono plombę pod nr. 7, wypełniając ostatnią lukę w zachodniej pierzei ulicy.

## Zabudowa
- ul. Kupa 2 (róg z ul. Warszauera 9) – kamienica czynszowa zbudowana w 1898 roku według projektu Nachmana Kopalda.
- ul. Kupa 4 – kamienica zbudowana w 1883 roku według projektu Nachmana Kopalda.
- ul. Kupa 15 – zabytkowa kamienica zbudowana w latach 1825–1835, 20 marca 1968 roku wpisana do rejestru zabytków nieruchomych.
- ul. Kupa 16 – Synagoga Mizrachi, proj. Zygmunt Prokesz (1920).
- ul. Kupa 18 (róg z ul. Izaaka) – zabytkowa synagoga Izaaka zbudowana w latach 1638–1644 według projektu Jana Laittnera; 24 stycznia 1936 roku wpisana do rejestru zabytków nieruchomych.
- ul. Kupa 20 (róg z ul. Izaaka 5) – zabytkowa synagoga Stowarzyszenia Bóżniczego Szir wybudowana w XVII wieku jako dom mieszkalny; adaptowana na synagogę w 1898.

Opracowano na podstawie źródła:

## Galeria

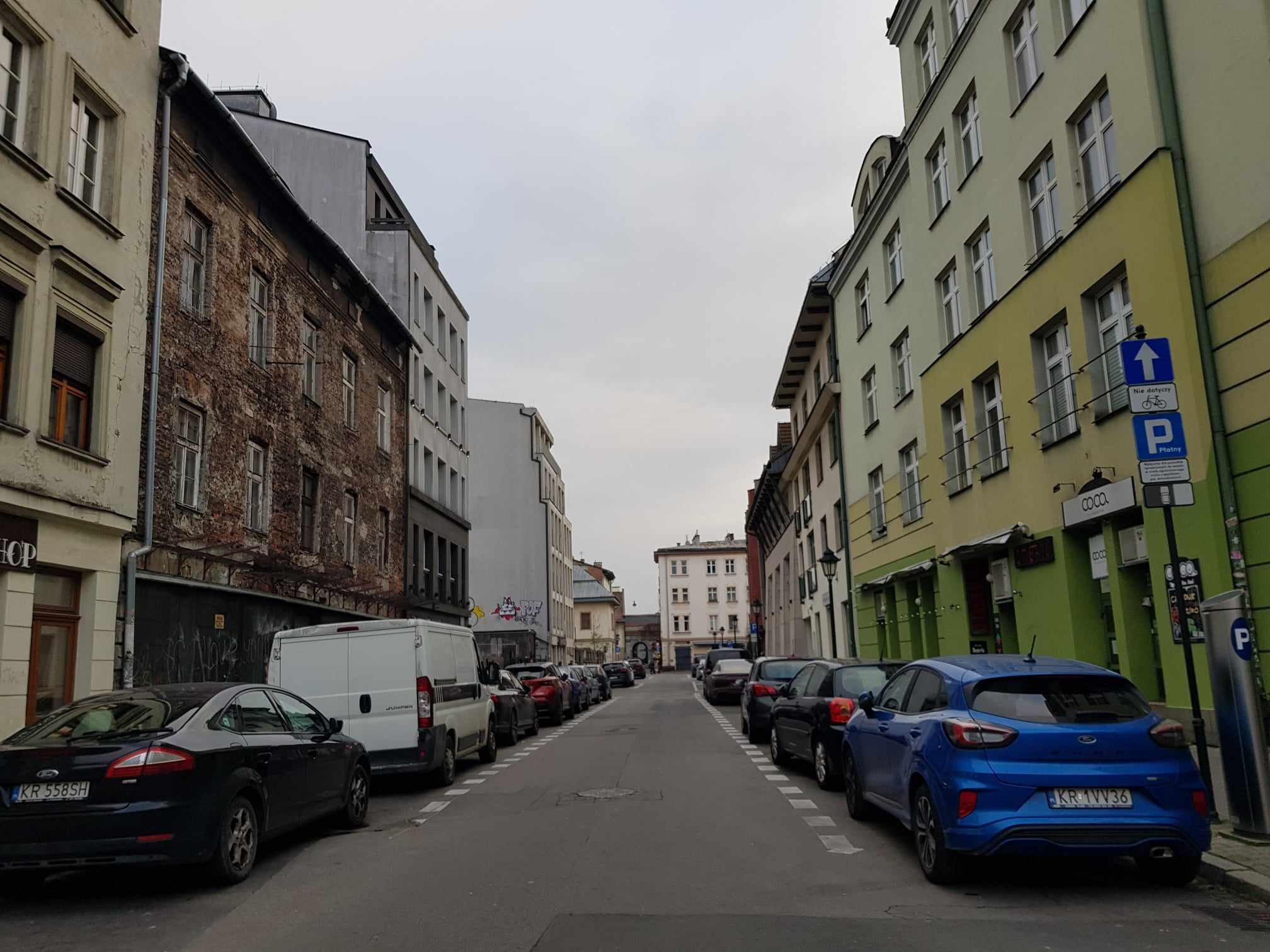
Widok z północy
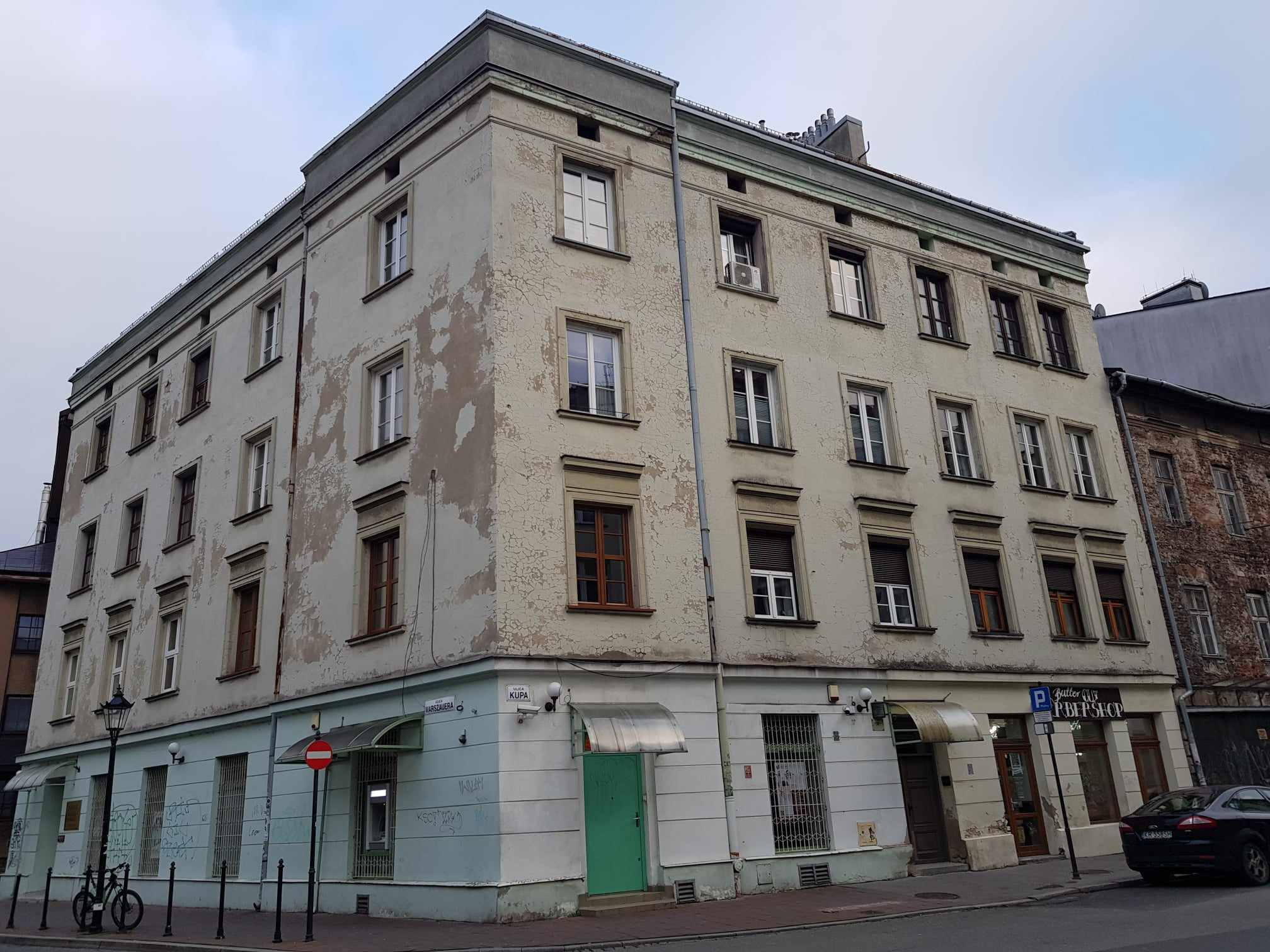
ul. Kupa 2 Kamienica (proj. Nachman Kopald, 1898)
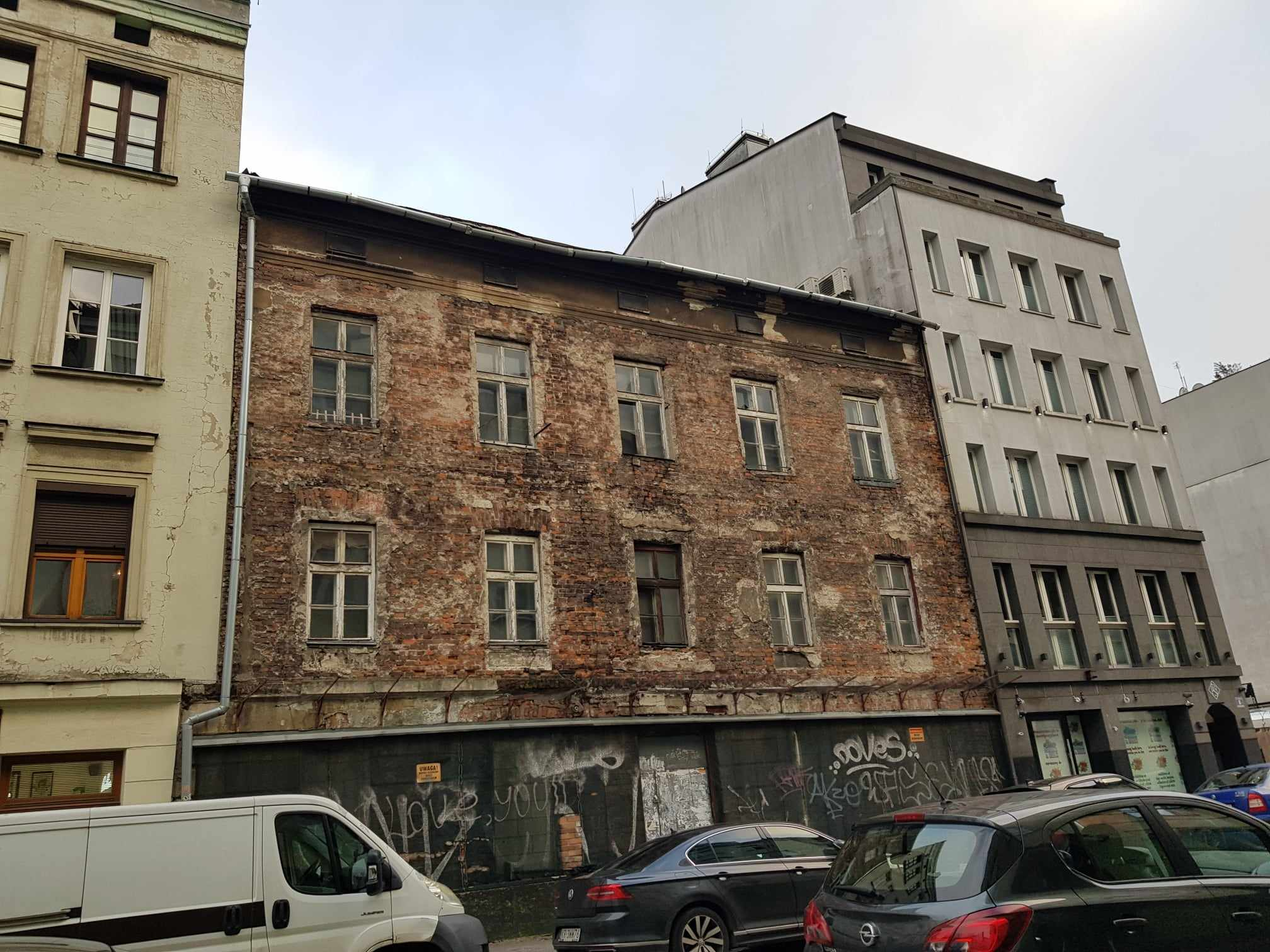
ul. Kupa 4 Kamienica (proj. Nachman Kopald, 1883)
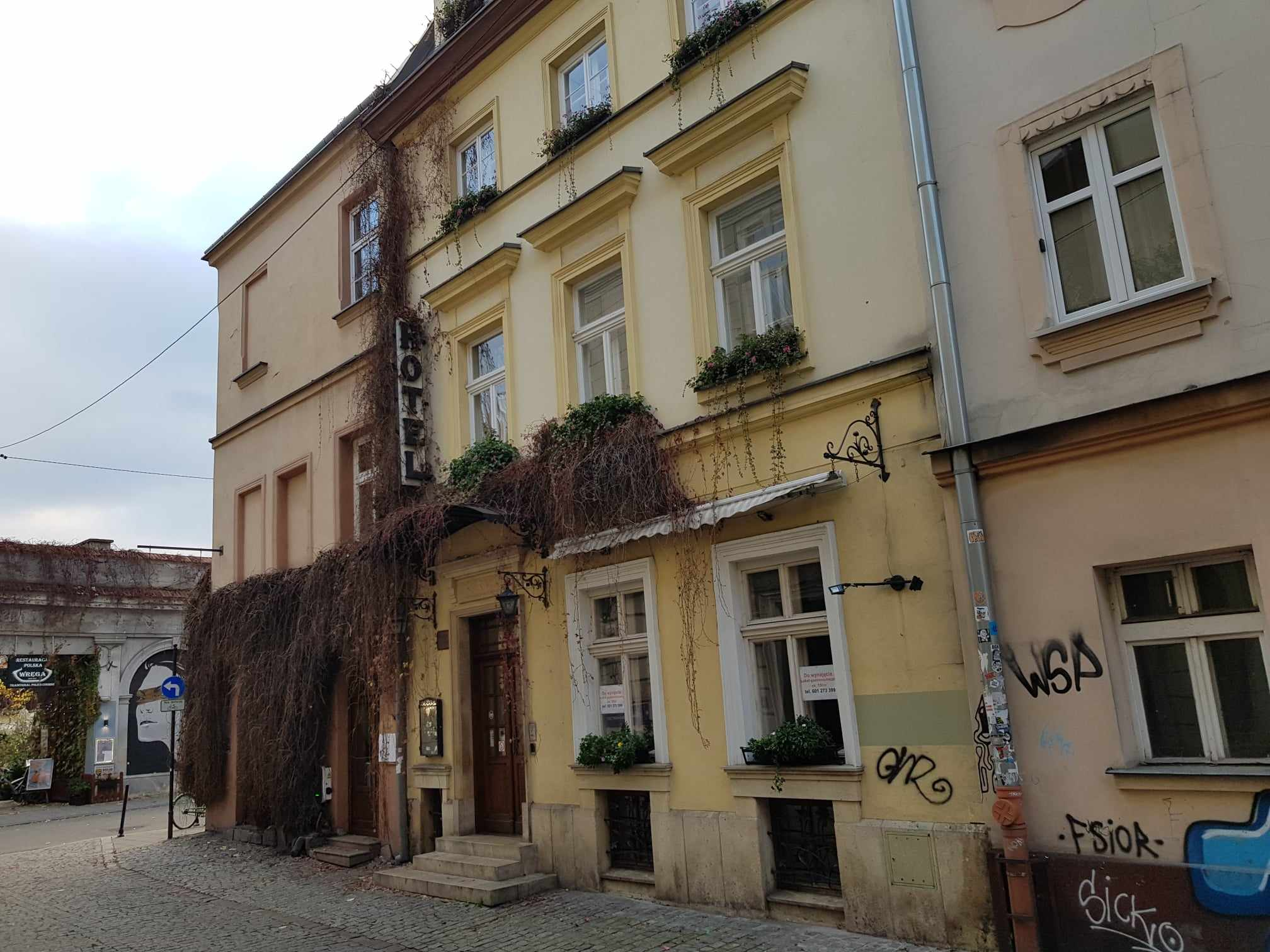
ul. Kupa 15 Kamienica (1825–1835)
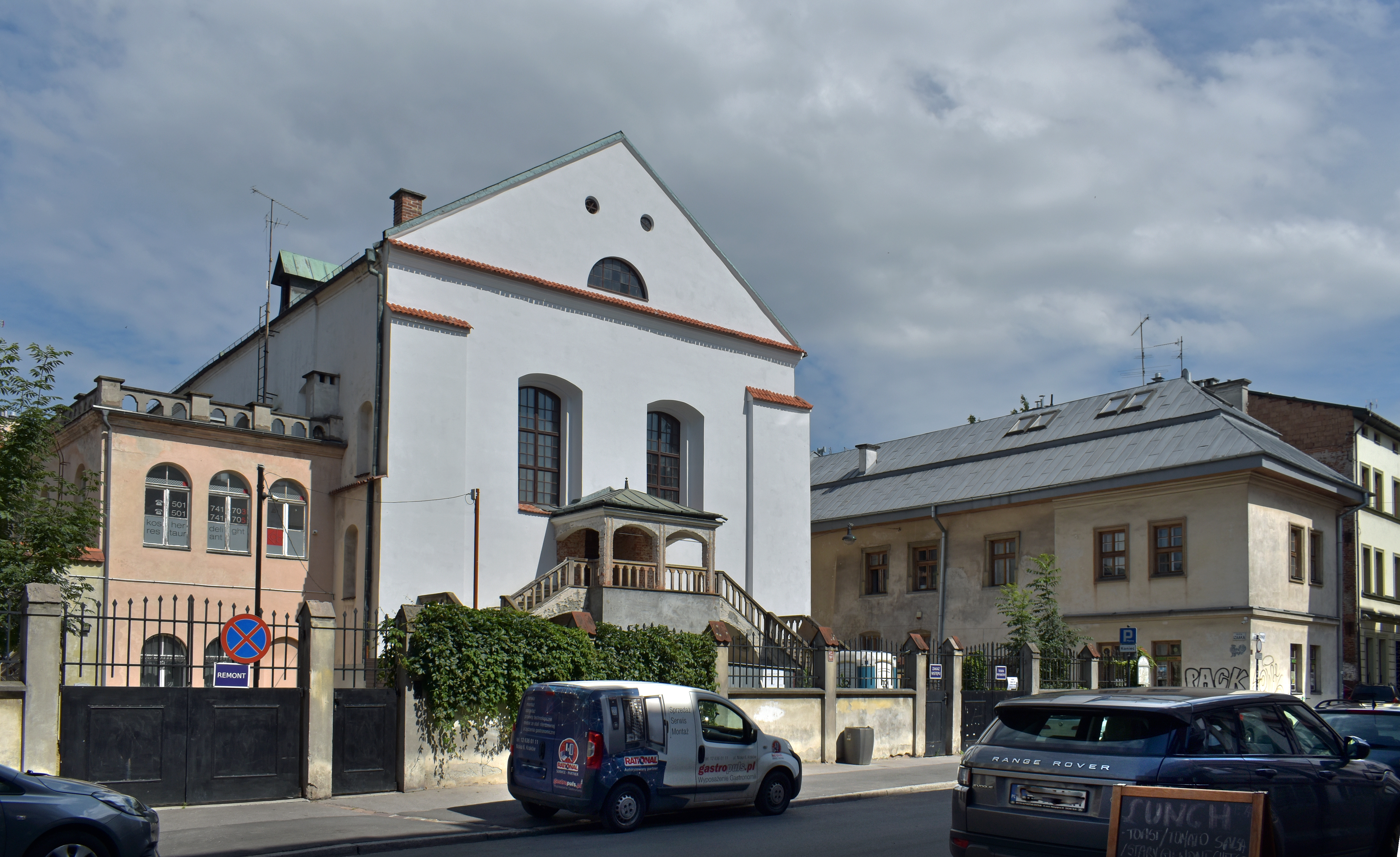
Synagogi przy ulicy Kupa, od lewej: Mizrachi, Izaaka, Szir.